# Burgbrohl
Burgbrohl est une municipalité allemande située dans le land de Rhénanie-Palatinat et l'arrondissement d'Ahrweiler.

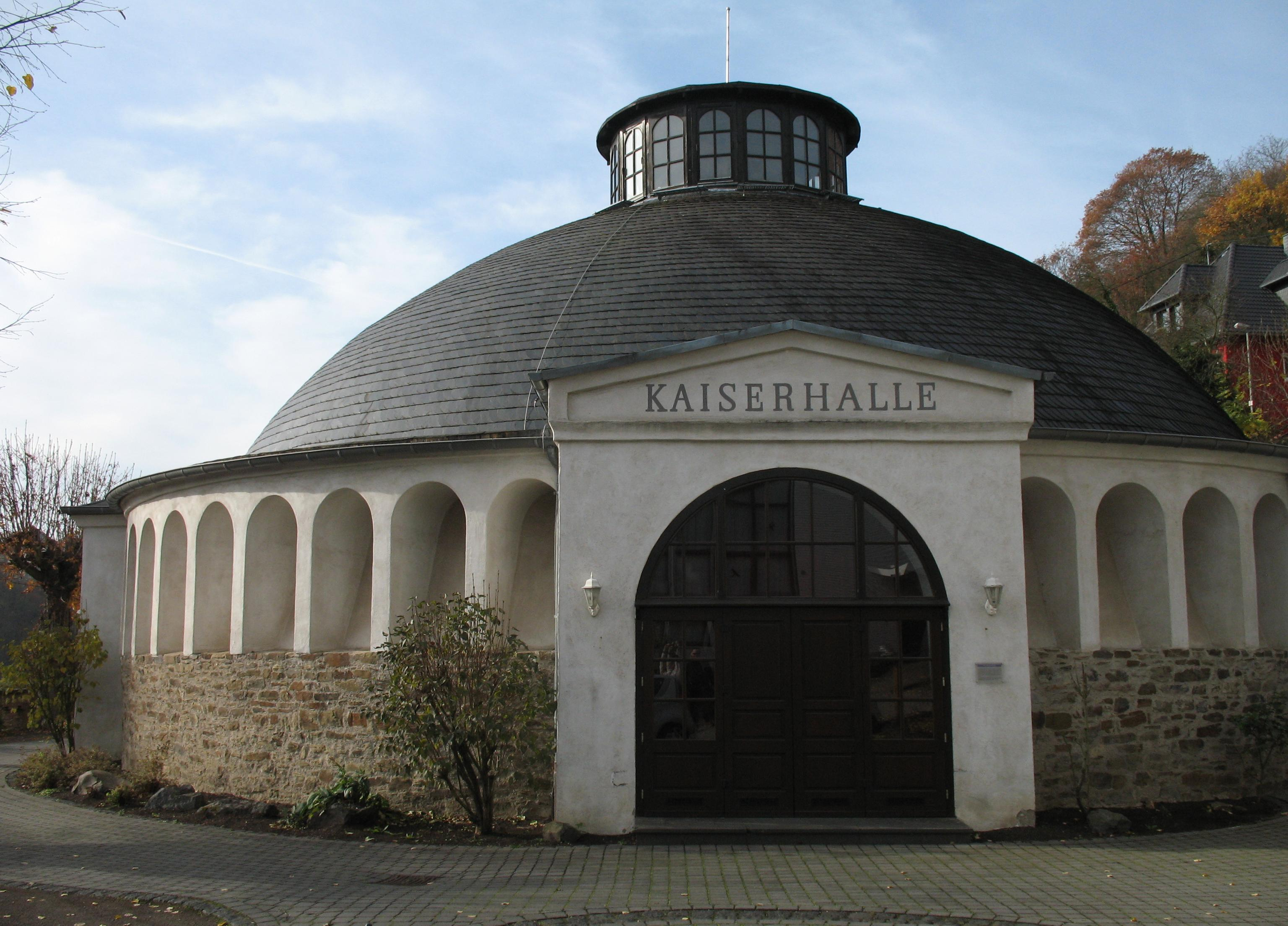
„Kaiserhalle“